# Baía de Marajó
Baía de Marajó är en flodmynning i Brasilien.   Den ligger i delstaten Pará, i den nordöstra delen av landet, 1 600 kilometer norr om huvudstaden Brasília.